# Balla Pál (forradalmár)
Balla Pál (Arad, 1919. január 5. – Budapest, 1957. október 25.) magyar iparos, fakitermelő, az 1956-os forradalom idején a Pest megyei Gyón községben létrejött helyi Nemzetőrség tagja. Egy, a rendteremtési időszakban elkövetett erőszakos cselekményben való érintettsége miatt halálra ítélték és kivégezték. 

## Élete
Aradon született, 1919. január 5-én. Elemi iskolai tanulmányait követően szakmunkásnak tanult tovább, elsajátította a kovács és a lakatos szakmát is. Huszonegy éves koráig az időközben Romániához csatolt szülőföldjén élt, 1940-ben viszont az anyaországba költözött: egy soroksári kisiparos műhelyében talált munkát. Katonai bevonulásáig dolgozott a szakmájában; a háborúban hadifogságba esett, onnan hazatérve pedig gyári munkásként helyezkedett el. A következő időszakban házasságot kötött, s a felesége révén a Pest megyei Gyónra került, ahol a területi erdőgazdaságban kapott munkát, mint fakitermelő; házassága gyermektelen maradt.
Az 1956-os forradalom idején a Nemzetőrség helyi szervezetének volt a tagja. Ezt a pesti forradalom leverését követő napokban egy szovjet katonai erőkkel Gyónra érkező járási funkcionárius, Biksza Miklós lefegyverezte, de a közbiztonság fenntartása érdekében a lakosok rövidesen újraszervezték; ugyancsak helyén maradt, egészen december 10-éig a falut a forradalmi időszakban irányító Nemzeti Bizottság is.
Utóbbi feloszlatásának céljával érkezett újból Gyónra 10-én délelőtt a járási pártvezető Biksza, ismételt megjelenése a községházán azonban indulatokat válthatott ki az azt észlelő helyiek körében, ott ugyanis szóváltás alakult ki nevezettek egy része és a járási funkcionárius között. A veszekedés az utcán folytatódott, ahol Biksza legalább egy lövést is leadott az őt követők irányába. [Egyes vallomásokban egy további lövésre is van utalás; a fennmaradt iratok alapján azonban megalapozottan lehet azt vélelmezni, hogy hatósági részről a valós tényállás felderítésére, az ügy sok más részletével egyező módon még csak kísérlet sem történt.]
Balla a párttitkár üldözésének valószínűleg csak a végkifejletébe keveredett bele; aktív módon azt követően, hogy Biksza a pisztolyával rálőtt az útját állni próbáló helyi lakos Harmincz Istvánra, aki a lövéstől súlyosan megsebesült. Személyes szerepe a történtekben – a megtorlás fennmaradt iratanyagai alapján is – kimerült abban, hogy elgáncsolta az általa talán nem is ismert, pisztollyal hadonászó férfit, akit a földre kerülése után egy valahonnan előkerült kötéllel megpróbált megkötözni (sikertelenül); ezután viszont már csak az eszméletét vesztett Harmincz elsősegélyben részesítésével foglalkozott.
A történtek miatt még aznap este letartóztatták. Az első fokon eljáró Pest Megyei Bíróság Isztray József vezette népbírósági tanácsa még „csak” hét év börtönre ítélte, szándékos emberölésben való részesség vádjával. Ezt azonban a másodfokon eljáró bírói tanács, az ugyanezen eseménysorozat kapcsán indított más büntetőeljárásokra is jellemző, példátlan szigorúsággal halálbüntetésre súlyosbította. Kivégzését 1957. október 25-én hajtották végre.
Kivégzését követően az Új köztemető 301-es parcellájában temették el. A rendszerváltás utáni exhumálását követően emelt síremlékét a 301-es parcella 15. sorában helyezték el, sírhelye a Nemzeti Emlékhely és Kegyeleti Bizottság döntése alapján a Nemzeti sírkert része lett. Személyét, aradi származása okán a történészek az erdélyi magyarság 1956-os mártírjai között is számon tartják.

## Emlékezete
- A rendszerváltást követő években az akkorra már Dabashoz csatolt Gyónon utcát neveztek el róla.
- 1993. október 23. óta közös emlékmű is megörökíti a négy gyóni ötvenhatos kivégzett nevét, a településrész központjában.